# Мехарлу
Мехарлу (перс. مهارلو‎, произносится: Махарлю) — солёное озеро в провинции Фарс на юге Ирана. Расположено в аллювиальной долине рядом с Загросом. Озеро расположено в 18 км к юго-востоку от Шираза. Уровень испаряемости в нем высок, и часть его дна покрыто толстым слоем соли, а вода имеется только в северной и центральной его части, и то — только на глубине 50 см. Махарлу имеет площадь до 250 км², глубину до 2,0 м и объём до 240 млн м³, но приведённые показатели могут значительно колебаться в зависимости от времени года или засух. Высота над уровнем моря составляет 1409 м, озеро питают реки Нехре-Рехметабад, Рудханейе-Пале-Феса, Рудханейе-Назарабад и ряд меньших протоков и источников. Махарлу по своим географическим характеристикам схоже с другими большими фарсскими озерами, такими как пресноводные Паришан и Аржан, а также соленые Бахтеган и Ташк, но его лимнологические особенности существенно отличаются из-за весьма высокого уровня солёности (25 %).

## География
Махарлу находится в юго-восточной части Загроса и в тектонической котловине, которая, подобно горной цепи, простирается в направлении с северо-запада на юго-восток. Форма озера вытянутая, озеро протягивается параллельно с окрестными горами на длину в 31 км, а ширина его колеблется от 5,0 км в южной до 11 км в северной части. Махарлу ограничено тремя горами — Кухе-Гаре (2730 м) на юго-западе, Кухе-Кафтарак (2106 м) на северо-востоке и Кухе-Ахмади (2744 м) на востоке, и двумя равнинами — ширазской на северо-западе и сарвестанской на юго-востоке. Приливно-отливная зона, а также две аллювиальные зоны, имеют выраженный пологий склон.

## Флора и фауна
Флора Махарлу обусловлена средиземноморским климатом, высокой солёностью и пресными притоками. Переходный пояс между озером и ширазской равниной охватывает около 400 га болот, в которых растут тростник и рогоз. Болота ранее охватывали и дополнительных 700 га на северо-западе, но сегодня они в основном высушены, и их почва используется для выращивания риса, пшеницы, ячменя, дыни, хлопка и сахарной свёклы. В горных местностях на востоке и юге преобладает степной тип вегетации с родами Artemisia и Astragalus, а широко распространены миндаль и фисташковое дерево.
Фауна Махарлу включает десятки видов осёдлых и перелётных птиц, небольшое количество видов млекопитающих и только один вид рыбы. Птицы на озере, точнее на прилегающих болотах, собираются прежде всего зимой. Виды, насчитывающие более 1000 пар: пеганка, кряква, сизая чайка, серый журавль и серая утка. Одновременно собирается и более ста пар огарей, ходулочников, шилоклювок и карликовых гусей, и ещё меньшее количество пар мраморных чирков и больших подорликов. Поздней осенью и ранней весной Махарлу становится миграционной остановкой и другим многочисленным водоплавающим, среди которых больше всего выделяется лысуха: более 170 000 пар. Виды с более чем 1000 пар включают: чирка-свистунка, розового фламинго, который проводит здесь зиму, обыкновенного чибиса, морского голубка и свиязь, а виды с более 100 пар — каравайку, шилохвость, серого гуся, чернозобика, кудрявого пеликана, белохвостого чибиса, степную пустельгу и травника. Меньше всего пар насчитывается у белого аиста, черного аиста, погоныша, погоныша-крошки, малой крачки, гаршнепа. Поздней весной и ранним летом на озере присутствуют и розовый пеликан, речная крачка, обыкновенная колпица, малая выпь, да малая и большая белые цапли.
Из-за достаточно высокой плотности населения на берегах Махарлу появляется ограниченное число млекопитающих, которые в основном водятся по склонам горы Кух-е-Ахмади. Некоторые из присутствующих видов это: серый волк, обыкновенный шакал, рыжая лисица, полосатая гиена, каракал, камышовый кот, кабан, дикая коза и дикая овца. В озере из-за высокого уровня солёности зафиксирован только один вид рыбы — Aphanius persicus из семейства Cyprinodontidae. Местами обитания этого пресноводного вида являются области с низкою солёностью, такие как устья озёрных притоков. Наряду с Урмией и Кавир-е Мейканом Махарлу представляет собой озеро, весьма богатое артемией.